# Una croce era il segnale
Una croce era il segnale (titolo originale Below Suspicion) è un romanzo giallo di John Dickson Carr del 1949, diciottesimo della serie che ha come protagonista il dottor Gideon Fell.

## Trama
Joyce Ellis, una ragazza giovane e affascinante, si trova in carcere, accusata di avere avvelenato la signora Taylor, presso la quale lavorava come dama di compagnia e governante. Le prove contro di lei sembrano schiaccianti, malgrado Joyce proclami piangendo la sua innocenza. La sua difesa viene assunta dal famoso avvocato Patrick Butler, il quale si dichiara sicurissimo di ottenere un'assoluzione, pur essendo altrettanto certo della colpevolezza della sua cliente. Ma lo sviluppo del processo farà nascere dubbi nell'animo dell'avvocato; da un lato emergono elementi nuovi che gli fanno dubitare della colpevolezza di Joyce, dall'altro la forte ostilità del giudice rischia di fargli perdere la causa. Alla fine, però, la ragazza viene assolta. Ma la mattina stessa della sentenza i giornali riportano la notizia della morte per avvelenamento di Dick Renshaw, marito di Lucia Renshaw, la nipote della prima vittima. Il caso è evidentemente più complicato di quanto potesse apparire a prima vista, e Butler, coinvolto suo malgrado, rischierà più volte la vita mentre indaga, in coppia con il dottor Gideon Fell, per scoprire l'assassino e per salvare la donna di cui si è innamorato.

## Personaggi principali
- Patrick Butler - famoso avvocato
- Charles Denham - procuratore legale
- Mildred Taylor - anziana signora ipocondriaca
- Joyce Ellis - sua dama di compagnia
- Lucia Renshaw - sua nipote
- Richard (Dick) Renshaw - marito di Lucia
- Arthur Evans Bierce - medico della signora Taylor
- Agnes Cannon - dama di compagnia di Lucia Renshaw
- Kitty Owen - cameriera di Lucia Renshaw
- Alice Griffiths - cameriera della signora Taylor
- Bill Griffiths - cocchiere e factotum della signora Taylor
- Luke Parsons - investigatore privato
- "Denti d'oro", "Em" - criminali di professione
- Hadley - Sovrintendente del CID di Scotland Yard
- Dottor Gideon Fell - investigatore

## Critica
"Pubblicata dopo due eccellenti casi del dottor Fell, questa storia di gruppi dediti alla stregoneria e avvelenamenti risulta piuttosto piatta. [...] Sebbene il dottor Fell sia presente, fa molto poco: l'eroe del mistero (non detective story) è l'intollerabile Patrick Butler, arrogante e incredibilmente stupido, che, dopo essersi comportato in maniera passabile in tribunale, chiama il giudice 'vecchio porco' e si dedica al pugilato in una cappella satanista in fiamme con un delinquente comune che ritiene 'un vero sportivo... il miglior tipo d'uomo del mondo'. [...] Anche se Carr ovviamente ha fatto ricerche sulla stregoneria, il suo modo di trattarla lascia molto a desiderare: con le scene d'azione, i gangsters e la marijuana diventa una storia sensazionale piuttosto che di detection: il tipico errore di A.E.W. Mason."

I dettagli degli avvelenamenti sono ispirati a un famoso caso criminale, l'omicidio di un avvocato di nome Charles Bravo avvenuto a Balham, un sobborgo della zona sud di Londra, nel 1876. Anche in quel caso il veleno impiegato fu antimonio, sottratto dalla stalla, e somministrato in una bottiglia d'acqua. Nel caso di Charles Bravo, il responsabile non venne mai individuato.

## Opere derivate
Nel 1997 la BBC ha mandato in onda uno sceneggiato radiofonico dal titolo Below Suspicion, tratto dal romanzo e  diretto da Enyd Williams, con Donald Sinden nel ruolo di Gideon Fell e John Hartley in quello del sovrintendente Hadley.

## Edizioni
- John Dickson Carr, Una croce era il segnale, traduzione di A.M. Francavilla, I Classici del Giallo Mondadori (n. 567), Mondadori, 1988,  p. 223.